# Tradent
je osoba zodpovědná za zachování a předávání tradice, zejména formou ústního podání. Může to být učitel historie, kazatel nebo misionář.
Tento termín je běžně užíván v kontextu Bible a rabínské židovské tradice a také v islámu (viz např. článek Hadíth). Africkou variantou tohoto termínu je griot.
Oxfordský slovník udává tři oblasti použití, a to
- římská historie
- římské právo a
- judaismus.